# アルフレッド・リゾ
アルフレッド・リゾ（Alfredo Rizzo1902年1月2日 - 1991年9月6日）は、イタリアの俳優、脚本家である。いくつかの映画ではアルフレッド・ライス、フレッド・リッツなどの偽名を用いた。俳優のカルロ・リゾの兄弟。

## 主な出演作品
- クォ・ヴァディス (1951) - Hairdresser (クレジットなし)
- ローマの休日 (1953) - タクシー運転手
- パンと恋と夢 (1953) - Brigadiere Squinzi
- 戦争と平和 (1956) - Soldier (クレジットなし)
- 甘い生活 (1960) - Television Director (クレジットなし)
- ボッカチオ'70 (1962) - Foreman (クレジットなし)
- 荒野の1ドル銀貨 (1965) - バディ
- 惨殺の古城 (1965) - ダニエル・パークス
- 世にも怪奇な物語 (1968) - Angry Man in Car (segment "Toby Dammit") (クレジットなし)
- サテリコン (1969) - The Innkeeper